# Танохата
Танохата (яп. 田野畑村 Танохата-мура) — село в Японии, находящееся в уезде Симохей префектуры Иватэ. Площадь села составляет 156,19 км², население — 3532 человека (1 августа 2014), плотность населения — 22,61 чел./км².

## Географическое положение
Село расположено на острове Хонсю в префектуре Иватэ региона Тохоку. С ним граничат посёлок Иваидзуми и село Фудай.

## Население
Население села составляет 3532 человека (1 августа 2014), а плотность — 22,61 чел./км². Изменение численности населения с 1980 по 2005 годы:
| 1980 | 5225 чел. |  |
| 1985 | 5199 чел. |  |
| 1990 | 5019 чел. |  |
| 1995 | 4806 чел. |  |
| 2000 | 4529 чел. |  |
| 2005 | 4241 чел. |  |

## Символика
Деревом села считается Paulownia tomentosa, цветком — Hymenanthes, птицей — Syrmaticus soemmerringii.